# Max Azria
Max Azria, né le 1er janvier 1949 à Sfax (Tunisie) et mort le 6 mai 2019 à Houston (États-Unis), est un styliste franco-tunisien. 
Il a fondé la marque de vêtements pour femme BCBGMAXAZRIA. Max Azria est également le concepteur et président de BCBGMAXAZRIA Group, un groupe qui englobe plus de 22 marques. 

## Biographie

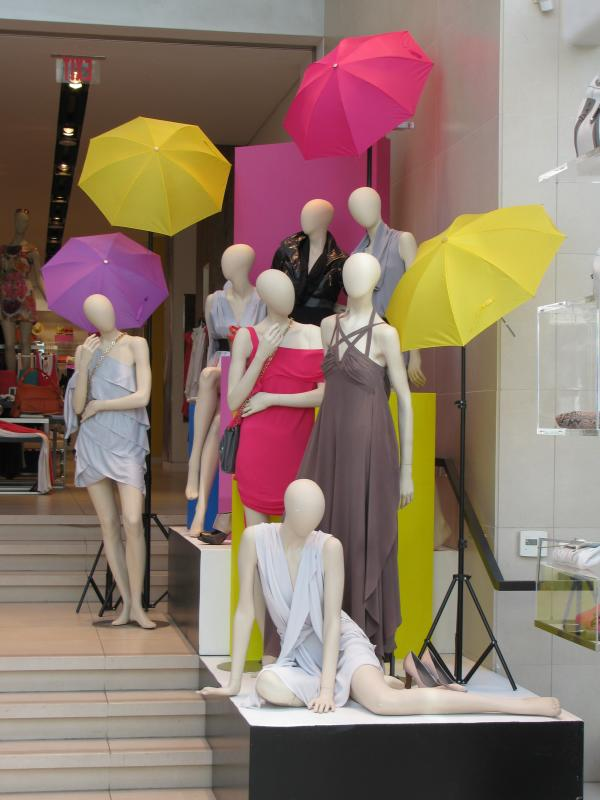
Collection Max Azria 2009.

Né à Sfax en Tunisie, Max Azria est issu d'une fratrie de six enfants. Ses parents sont des petits producteurs d'huile d'olive de la région. Sa famille rejoint Paris alors qu'il a treize ans. Il travaille dans les boutiques de mode du Sentier et fonde plus tard, avec son frère Serge, l'entreprise AZ3, qui devient l'un des plus gros confectionneurs du Sentier, jusqu'à ce que les deux frères vendent le commerce en 1981.
Il déménage à Los Angeles en 1981 et s'associe à Jess, une marque de prêt-à-porter, pour développer ses premières lignes de vêtements pour le marché américain, lignes qui restent volontairement empreintes de la mode française. Il lance BCBGMAXAZRIA en 1989. BCBGMAXAZRIA porte le nom de l'expression française bon chic, bon genre, un sens de l'argot parisien « beau style, grande classe ».
En 1992, la marque BCBGMAXAZRIA ouvre sa première boutique à Los Angeles et se marie avec Lubov Azria (en), une ancienne danseuse ukrainienne devenue styliste chez BCBGMAXAZRIA en 1991.
En 1998, le groupe de Max Azria acquiert l'entreprise Hervé Léger connue pour ses robes bandage. Début 2007, il relance la marque Hervé Léger avec ses propres designers : Kate Bosworth, Rachel Bilson et Kate Winslet portent les créations de la marque.
Max Azria crée également deux collections de designers :
- Max Azria Atelier est une collection de robes de luxe lancée en février 2004 et créées pour les célébrités et les événements de tapis rouge. Sharon Stone, Halle Berry, Fergie et Alicia Keys ont porté ce label.
- Max Azria est lancée en tant que marque en février 2006. Angelina Jolie porte du Max Azria pour l'édition 2009 des Screen Actors Guild Awards[7] et des Critics Choice Awards[8][source insuffisante],[9].

En 2007, il lance la marque Tex by Max Azria en partenariat avec les supermarchés Carrefour,.
En 2008, Max Azria lance une collection contemporaine pour les jeunes appelée BCBGeneration, dirigée par sa fille Joyce. Le 3 juin 2009, Miley Cyrus et Max Azria s'associent pour créer une ligne junior pour Walmart, appelée Miley and Max. En 2011, la marque Miley and Max, qui ne fonctionne pas, est abandonnée.
En janvier 2012, le chiffre d'affaires de la SAS BCBG Max Azria a diminué de 18 % à 82 millions d'euros.

### Mort
Max Azria meurt le 6 mai 2019 à Houston des suites d'un cancer du poumon.

### Vie privée
La femme de Max Azria, Lubov Azria (en), agit à la fois comme égérie et directeur artistique de la société.
Max Azria vit dans une maison de 8 000 m2 à Holmby Hills dessinée par l'architecte Paul Williams.

## Récompenses et honneurs
- California Designer of the Year (1995)[3]
- Atlanta Designer of the Year (1996)[3]
- Fashion Designers of America (CFDA, 1998)
- Otis Fashion Achievement Award (2000)
- Hollywood Life’s Breakthrough Award (2004)
- Dallas Fashion Award (2005)
- Wells Fargo Century Fashion Achievement Award lors des L.A. Fashion Awards 2007
- Fashion Excellence Award 2008 lors de la 33e édition des Dallas Fashion Awards, en reconnaissance de sa relance réussie de la marque Hervé Léger.

## BCBGMAXAZRIA Group
Le groupe BCBGMAXAZRIA possède les marques suivantes :
- Max Azria ;
- Miley and Max ;
- Max Rave ;
- Max and Cleo ;
- BcbgGeneration ;
- BcbgGirls ;
- Hervé Léger ;
- Dorotennis ;
- Manoukian.